# Michapa, Guerrero
Michapa är en ort i Mexiko.   Den ligger i kommunen Juan R. Escudero och delstaten Guerrero, i den södra delen av landet, 260 km söder om huvudstaden Mexico City. Michapa ligger 310 meter över havet och antalet invånare är 430.
Terrängen runt Michapa är kuperad österut, men västerut är den bergig. Michapa ligger nere i en dal. Runt Michapa är det ganska tätbefolkat, med 52 invånare per kvadratkilometer. Närmaste större samhälle är Tierra Colorada, 13,3 km väster om Michapa. Omgivningarna runt Michapa är en mosaik av jordbruksmark och naturlig växtlighet.